# Пизония зонтичная
Пизония зонтичная (лат. Pisonia umbellifera) — декоративно-культурный вид растения рода Пизония (Pisonia) семейства Никтагиновые (Nyctaginaceae). Имеет другое название — Пизония Брауна.

## Происхождение
Существует две версии родины исходного вида:
1. Австралия или Таити и Маркизские острова (Океания);
2. остров Маврикий (Африка)

## Описание
Это небольшое древовидное растение с прямыми сильно ветвящимися стеблями. Листья супротивные или собраны в мутовки, яйцевидные или продолговатые, длиной до 30 см и шириной до 10 см, похожие на листья фикуса. Комнатное растение среднего размера, культивируют ради декоративных листьев, которые у пестролистной садовой формы Variegate покрыты серебристо-зелеными и желтыми пятнами, на листьях которой по краю идет кремово-белая кайма. Цветки недекоративны.

## Размножение
Укоренением зелёных и полуодревесневших черенков при температуре почвы 18–25 °C в условиях мини-теплички.

## Уход
Температура: летом комнатная, зимой в интервале 15–20 °С.
Освещение: яркое, однако необходима защита от прямого солнечного света.
Полив: умеренный, между поливами почва должна подсыхать.
Влажность: влажность воздуха не должна быть ниже 60 %, растению требуются частые опрыскивания мягкой водой комнатной температуры.
Почва: плодородная, желательны подкормки, необходим хороший дренаж. Желательный состав смеси: дерновая земля, листовая земля, песок (2:2:1). pH: нейтральная, то есть слабокислая.
Период покоя: в комнатных условиях наилучший момент не беспокоить растение с октября по февраль в связи с пониженной освещенностью и влажностью воздуха.